# Margaret Fuller
Sarah Margaret Fuller (Cambrigde, Estados Unidos, 23 de mayo de 1810-19 de julio de 1850) fue una periodista estadounidense y activista por los derechos de la mujer, además de una influyente unitarista.

## Biografía
Fuller nació en Cambridge, Massachusetts. Su padre, Timothy Fuller, jurista, le dio una educación severa y clásica. En 1836 Sarah Margaret Fuller dio clase en el Temple School de Boston y entre 1837 y 1839 en Providence, Rhode Island.
Fuller trabó amistad con Ralph Waldo Emerson y participó en la fundación unitariana de la organización del trascendentalismo en Concord. Cuando se unió a Horace Greeley en el New York Tribune como crítica literaria se convirtió en la primera periodista femenina en la redacción de un periódico importante.
A mediados de la década de 1840 organizó grupos de discusión de mujeres, en los que se hablaba de temas variados, como el arte, la educación y los derechos de la mujer. Varias figuras conocidas del movimiento de los derechos de la mujer tomaron parte en estas conversaciones. En el transcurso de estas charlas desarrolló su obra principal, Woman in the Nineteenth Century (La mujer en el siglo XIX), que trata de la independencia de la mujer y de la necesidad de cambiar la desigualdad de las relaciones entre sexos.
El New York Tribune la envió a Europa como corresponsal en el extranjero.  Allí entrevistó a muchos escritores prominentes como George Sand y Thomas Carlyle. En Italia conoció al revolucionario Giovanni Ossoli y se casó con él en 1847. Más tarde tuvieron un hijo. La pareja apoyó la revolución de Giuseppe Mazzini para proclamar una república romana. Él luchó, mientras ella se presentó voluntaria para dirigir un hospital.
Fuller, su marido y su hijo murieron en 1850 cuando el barco que los transportaba a América se hundió junto a Nueva York. Con ellos se hundió un manuscrito de Fuller sobre la historia de la República Romana. Muchos de sus escritos fueron publicados por su hermano Arthur bajo el título de At Home and Abroad (1856) y Live Without and Life Within (1858). Hay un memorial en su honor en el cementerio Mount Auburn, Cambridge.
Actualmente Margaret Fuller es considerada precursora del feminismo y de la educación de la mujer, ya que sostenía que cuando se concediera la igualdad de derechos educativos a las mujeres podrían conseguir iguales derechos políticos. Abogó por el fin de la esclavitud, reformas sociales, penitenciarias y el sufragio femenino.

## Obras
- Literature and Art, Nueva York 1852 (Digitalizado)
- Women in the nineteenth century, Londres 1855. La mujer en el siglo XIX, traducción de Javier Alcoriza y Antonio Lastra, Letra Capital, 2009.

- Memoirs, Boston 1857 (Digitalizado: Parte 1, Parte 2; E-Texte: Parte 1, Parte 2)
- At home and abroad; or, Things and thoughts in America and Europe, 1856, Nueva York 1869 (Digitalizado,E-Texto)
- Art, literature, and the drama, Nueva York 1869 (Digitalizado), contiene Papers on literature and art y la traducción de Fuller de Torquato Tasso de Goethe.
- Life without and life within. Or, Reviews, narratives, essays, and poems, 1858 (Digitalizado)
- Verano en los lagos, Edición y prólogo de Teresa Gómez Reus. Traducción de Martin Schifino. La Línea del Horizonte Ediciones, 2017. ISBN 84-15958-71-0